# Looney Tunes
Looney Tunes (рус. Луни Тюнз, Луни Тьюнс, Луни Тюнс; в переводе с англ. — «Безумные мотивы, Сумасшедшие мотивы, Беспечные мотивы, Безумные мелодии») — анимационный сериал Warner Bros., а также группа мультипликационных персонажей.

## История
После успеха мультфильмов про Микки Мауса, компания «Warner Bros.» задумалась о создании новой серии коротких анимационных фильмов. Реализацию этой идеи сотрудники «Warner Bros.» поручили кинопродюсеру Леону Шлезингеру, который в свою очередь нанял для достижения этой цели двух мультипликаторов: Рудольфа Айзинга и Хью Хармана. Мультсериал получил название «Looney Tunes» («Безумные мотивы»), позже так назвали и команду мультперсонажей.
В отличие от мультфильмов Диснея, герои отличались особой жестокостью и грубостью друг к другу. Самым первым героем «Looney Tunes», появившимся в 1929 году, был человечек Боско. У него была подружка Хани. В 1933 году в сериале появился другой человечек по имени Бадди. А в 1935 году появился ещё один человечек — Бини.
В 1944 году студия «Warner Bros.» выкупила мультсериал у «Леон Шлезингер Продакшн», и он транслировался уже при поддержке Warner Brothers. В 1931 году появился мультсериал «Merrie Melodies» («Весёлые мелодии»), который стал аналогом мультсериала Looney Tunes. Студия Paramount выпустила «Noveltoons», который тоже стал аналогом мультсериала Looney Tunes.
Популярность мультсериала росла. Расширялся и состав персонажей, появились новые дуэты. Первый из дуэтов, образовавшийся в 1940 году, — Элмер Фадд и Багз Банни. Он стал самым главным дуэтом среди мультперсонажей. В конце 1940 — начале 1950 годов появлялись другие дуэты: Кот Сильвестр (1945) и канарейка Твити (1942), тогда появилась Бабуля, Хитрый Койот и Дорожный бегун (1949), Овчарка Сэм и волк Ральф (1952).

## Персонажи

### Главные персонажи
- Багз Банни (англ. Bugs Bunny — Рехнувшийся Кролик), кролик-комик, весельчак и приколист. Символ Looney Tunes и всех мультфильмов Warner Brothers. Впервые появился в 1940 году. Знаменит приключениями, в которых легко побеждает любых врагов, а также бруклинским акцентом и фразой «В чём дело, Док?» (англ. What's up, Doc?). Был самым знаменитым творением мультипликаторов Looney Tunes, и одновременно самым главным в команде мультяшек. Выступает в дуэтах с Элмером Фаддом, Даффи Даком и Йоземитом Сэмом, а также с Марвином Марсианином.
- Даффи Дак (англ. Daffy Duck — Сдвинутый Селезень), чёрный селезень-прилипала, немного вредный и задавака. Он выступает в дуэте с поросёнком Порки, оба они являются самыми первыми персонажами Looney Tunes. Довольно часто конфликтует с Багзом Банни из-за зависти. В более поздних сериях селезень пытался поймать мышонка Спиди Гонсалеса, тем самым играя роль кота Сильвестра. Впервые появился в 1937 году.
- Порки Пиг (англ. Porky Pig — Жирная Свинья) — поросёнок Порки, часто выступает в дуэте с Даффи Даком. Он заикается. Впервые появился в 1935 году. В конце 1930-х — начале 1940-х был главной звездой сериала.
- Дорожный бегун (англ. Road Runner) — калифорнийская кукушка-подорожник, самая скоростная птица в мире. Убегает от Хитрого Койота в пустыне. Не говорит, а лишь издаёт звуки, похожие на «Бип-бип». Часто «играет» с Койотом и иногда внимательно наблюдает за тем, как тот устанавливает ему ловушки.
- Вайл И. Койот (англ. Wile E. Coyote — игра слов на созвучие Whily Coyote, что означает хитрый койот) во всех сериях пытается поймать Дорожного бегуна. Всегда пользуется продукцией Acme. Сооружает ловушки, которые никогда не работают как надо, и в результате всегда попадает в них сам. Не говорит, лишь изредка обращается к телезрителям с помощью табличек. Появляется вместе с Дорожным бегуном в мультфильме «Хитрый койот и Дорожный бегун». В пяти сериях выступал с Багзом Банни, где имел возможность разговаривать.
- Кот Сильвестр (англ. Sylvester the Cat) — чёрный кот с красным носом и белыми кончиком хвоста, животом и лапками. У Сильвестра есть сын, которого зовут Джуниор (или просто «младший»), его уменьшенная копия. Чаще всего пытается поймать канарейку Твити, но сам же на свои ловушки и попадается.
- Твити (англ. Tweety Bird — птица-щебеталка) — маленькая жёлтая канарейка. У него есть 2 крылатые фразы: «I tawt I taw a puddy tat!» после чего «I did, I did taw a puddy tat!», чаще всего имея в виду кота Сильвестра.
- Тасманский дьявол (англ. Tasmanian Devil/Taz) — глуповатый Таз, имеет способность, вращаясь, превращаться в миниатюрное торнадо, которое разрушает всё на своём пути. Таз практически не говорит, всё, что он издаёт, — это различные звуки и несвязанные слова.
- Бабуля (англ. Granny) — пожилая богатая одинокая женщина. Её питомец — канарейка Твити.
- Лола Банни (англ. Lola Bunny) — обаятельная девушка-кролик, герой, не встречавшийся в классических мультфильмах, появлялась только в современных фильмах и комиксах. Впервые появилась в фильме «Космический джем». Обычно играет роль разносчика пиццы и подружки Багза Банни.
- Йоземит Сэм (англ. Yosemite Sam) — известный Техасский бандит и самый отрицательный персонаж среди всех остальных, с длинными рыжими усами, при виде его все бросаются в бегство, очень маленького роста, часто соперничает с Багзом Банни, впрочем и является его самым злобным врагом. Носит с собой два револьвера. Играет различные роли.
- Элмер Фадд (англ. Elmer Fudd) — охотник на Багза Банни, туповатый, но добрый, косноязычный. Очень часто картавит. Впервые появился в 1939 году, выступал вместе с Даффи Даком, но позже появился Багз Банни, и основная тема Фадда была заострена именно на нём. Он носит огромную шапку, похожую на цилиндр, а также огромное ружьё, которое еле помещается у него в руках.
- Спиди Гонзалес (англ. Speedy Gonzales — Скоростной Гонзалес) — самый быстрый мышонок в Мексике. В первых сериях за ним гонялся кот Сильвестр. В середине 1960 годов его врагом стал Даффи Дак.
- Пепе ле Пью (англ. Pepe Le Pew) — любвеобильный скунс. Большинство серий с ним основано на том, что скунс принимает кошку Пенелопу за самку скунса и флиртует с ней. По национальности — француз.
- Пенелопа (англ. Penelope Pussycat) — чёрно-белая кошка, у которой вследствие какого-либо случая спинка окрашивается в белый цвет и тем самым её ошибочно воспринимают за скунса, в том числе Пепе Ле Пью, который проявляет любовный интерес в агрессивной манере.
- Марсианин Марвин (англ. Marvin the Martian) — пришелец с Марса. Обычно соперничает с Багзом Банни, но также встречался в сериях про космического героя Дака Доджерса. Имеет собаку, которую зовут К-9.
- Фоггорн Леггорн (англ. Foghorn Leghorn) — большой толстый петух с южным акцентом и просторечной манерой общения. Живёт на ферме и постоянно строит козни Псу.
- Госсамер (англ. Gossamer) — большой рыжий волосатый монстр в кедах.
- Хенери Хоук (англ. Henery Hawk) — маленький коричневый ястреб, живущий на ферме, противник Фоггорна Леггорна.

### Второстепенные персонажи
- Бульдог Гектор — питомец Бабули. Появляется в — «Сильвестр и Твити детективы» и в «Том и Джерри»
- Волк Ральф — пытается украсть овец у собаки Сэма. Очень похож на Хитрого Койота, отличается красным носом.
- Каспер — пещерный человек.
- Инки — мальчик из дикого африканского племени.
- Священная майна — ходит вприпрыжку, появляется в сериях с Инки.
- Жозе и Мануэль — две мексиканских вороны.
- К9 (англ. K-nine, игра слов от «canine») — верный, но глупый пёс пришельца Марвина.
- Ровер — пёс охотника Элмера Фадда.
- Собака Сэм — пастушья собака, охраняет отару овец от волка Ральфа.
- Три медведя — семья из трёх медведей: Папа (его имя — Генри), Мама и Малыш.
- Хиппети Хоппер — детёныш кенгуру. Мультфильмы с ним строятся на том, что кот Сильвестр принимает его за гигантскую мышь и пытается его поймать.
- Тинна Руссо — появилась в «Шоу Луни Тюнз» (мультсериал 2011). Девушка Даффи Дака.
- Пит Банни — впервые появился в 1943 году. Брат Багза Банни.
- Черепаха Сэсил — черепаха, появилась в 1941 году. Постоянно соревнуется с Багзом Банни в скорости и постоянно оставляет кролика в дураках.
- Мумия Джессика — мумия, появилась в 1957 году.
- Нэсти Канаста — жестокий и неуклюжий громила с парой пистолетов, этакий «сельский гангстер».

## Популярность Looney Tunes
Мультсериал получил мировую славу в 1970-х и 1980-х годах. У множества мультипликационных персонажей появились собственные сериалы. Следом за мультфильмами выходили кинофильмы и игры.

### Мультсериалы Looney Tunes
- 1990 — Приключения мультяшек (Tiny Toon Adventures) — мультсериал о приключениях учеников персонажей Looney Tunes.
- 1991 — Тасманский дьявол (Tasmanian Devil) — личный сериал Таза из команды Looney Tunes.
- 1993 — Озорные анимашки (Animaniacs) — мультсериал, вдохновлённый Tiny Toon Adventures, представляет собой набор разнообразных коротких мультфильмов про разных персонажей.
- 1995 — Пинки и Брейн (Pinky 'n' Brain) — личный сериал двух мышат, появляющихся в эпизодах Озорных анимашек.
- 1995 — Сильвестр и Твити: Загадочные истории (The Sylvester & Tweety Mysteries) — личный сериал Сильвестра и Твити из команды Looney Tunes.
- 2002 — Малыши Луни Тюнз (Baby Looney Tunes) — мультфильм про персонажей Looney Tunes в детстве
- 2003 — Дак Доджерс (Duck Dodgers) — в мультфильме участвуют: Даффи Дак в роли космического героя Дака Доджерса, Порки Пиг в роли его помощника и Марвин Марсианин в роли их врага. Также в этом мультфильме появляется сексуальная и красивая Королева Марса по имени Тайр’эни (Queen Tyr’ahnee).
- 2005 — Лунатики (Loonatics Unleashed) — мультсериал о команде супергероев, состоящей из далеких потомков персонажей Looney Tunes.
- 2011 — Шоу Луни Тюнз (The Looney Tunes Show) — мультсериал, современное перерождение Looney Tunes.
- 2015 — Кволик (Wabbit- A Looney Tunes Production) — новый мультсериал о Looney Tunes.
- 2020 — Мультфильмы Луни Тюнз (Looney Tunes Cartoons) — ещё один мультсериал о Looney Tunes.

### Игры Looney Tunes
- «Acme Animation Factory» — конструктор мультфильмов для Super NES, выпущенная Sunsoft в ноябре 1994 года.
- «Looney Tunes B-Ball» — спортивный симулятор (баскетбол) для Super NES, выпущенный Sculptured Software, Inc. / Sunsoft в мае 1995 года.
- «Space Jam» — спортивный симулятор (баскетбол) для PC, Sega Saturn и PlayStation, выпущенный Sculptured Software / Acclaim Entertainment в ноябре 1996 года.
- «Looney Tunes Racing» — гоночный симулятор для PlayStation и Game Boy Color, выпущенный Infogrames Inc. в ноябре 2000 года.
- «Looney Tunes: Space Race» — гоночный симулятор для Dreamcast и PlayStation 2, выпущенный Infogrames Inc. в ноябре 2000 года (версия для PS2 вышла в марте 2002-го).
- «Looney Tunes Collector: Martian Revenge» — РПГ для Game Boy Color, выпущенная Infogrames Inc. в январе 2001 года.
- «Loons: The Fight for Fame» — файтинг для Xbox, выпущенный Infogrames Inc. в сентябре 2002 года.
- «Looney Tunes: Taz Wanted» — аркада для PC и PS2, выпущенная Triada Games в августе 2002 года.
- «Looney Tunes: Back in Action» — аркада для PlayStation 2, Game Boy Advance и GameCube, выпущенная Warner Bros. Interactive Entertainment / Electronic Arts в ноябре 2003 года.
- «Looney Tunes: Acme Arsenal[англ.]» — аркада для Wii, PlayStation 2 и Xbox 360, выпущенная Redtribe / Warner Bros. Games в октябре 2007 года.
- «Sheep, Dog, 'n' Wolf» или «Sheep raider» — игра для PlayStation и PC, выпущенная Infogrames Inc в 2001 году.
- «Bugs Bunny and Taz: Time Busters» игра для PlayStation, повествующая о совместных путешествиях Багза и Таза во времени, увлекательная аркада для детей.
- «Looney Tunes Dash» — игра-бегалка для Android.
- «Looney Tunes World of Mayhem» игра ARPG для андроид.

### Кинофильмы с участием Looney Tunes
- 1983 — Фантастический остров — полнометражный рисованный мультфильм с Даффи Даком, Йоземитом Сэмом, Багзом Банни и другими.
- 1988 — Охотники за чудовищами — полнометражный мультфильм Даффи Дака с Багзом Банни и другими.
- 1988 — Кто подставил кролика Роджера — в эпизодах фильма появляются Багз Банни, Даффи Дак, Порки Пиг и другие герои Looney Tunes.
- 1991 — Каникулы мультяшек — полнометражный фильм с участием героев Tiny Toon Adventures.
- 1996 — Космический джем — команда во главе с Багзом Банни должна обыграть в баскетбол инопланетных захватчиков, желающих поработить известных мультперсонажей, в этом Багзу и компании поможет сам Майкл Джордан.
- 2003 — Луни Тюнз: Снова в деле — кинофильм, в центре повествования — герои Looney Tunes, работающие на студии Warner Bros. и играющие в её мультфильмах самих себя. Главными героями также становятся Брендан Фрэйзер и Стив Мартин.
- 2004 — Скуби-Ду 2 — случайно выпив зелье, Скуби-Ду на время превращается в Тасманского Дьявола.
- 2015 — Каникулы Кролика Миллера — в эпизодах снимались Багз Банни, Порки Пиг и Даффи Дак.
- 2021 — Космический джем: Новое поколение
- 2025 — День, когда земля взорвалась — полнометражный мультфильм с участием Даффи Дака и Порки Пига

## Релизы
По мотивам мультсериала были выпущены пластинки с аудиосказками фирмой «Capitol».
В конце 1970-х годов видеокомпания «WCI Home Video», с 1980 года — «Warner Home Video» выпустила серию видеокассет Betamax и VHS со всеми сериями мультфильмов, перевыпущены в 1980-х годах на VHS и Betacam, позже — на LaserDisc. На некоторых Videodisc серия мультфильмов выпускались компанией «MGM/UA Home Video».
В России в 1990-е годы обрёл большую популярность при показах по кабельным и эфирным каналам российского телевидения, в частности в 1993 году их показывали на «ТВ-6», а в 1995 году — на телеканале «Останкино-1». Также в 1990-е годы мультсериал выпускался на VHS видеопродукцией «Американ Видео» с собственным авторским переводом а также с другими новыми переводами Эраста Дировского, Виталия Мартынова, Игоря Радаева и др, и с 1994—1999 годах компаниями «Варус-Видео», с 2000—2002 годах — «Мост-Видео» с собственными дубляжами. Неоднократно показывали по российскому телевидению, в том числе на СТС и 2х2.